# طيران الهند إكسبريس الرحلة 812
في 22 مايو 2010 أقلعت طائرة طيران الهند إكسبريس رحلة 812 في طريقها من مطار مطار دبي الدولي بالإمارات العربية المتحدة إلى مطار مانغلور الدولي بالهند، وأثناء هبوط الطائرة من طراز بوينغ 737-800 في مطار مانغلور تحطمت واشتعلت بها النيران، وأدى الحادث إلى مقتل 158 شخصاً ونجاة 8 آخرين.

## الضحايا
كان علي متن الرحلة 166 شخص نجا ثمانية فقط